# Young Blood (The Coasters)
"Young Blood" is een nummer van de Amerikaanse zanggroep The Coasters. In maart 1957 werd het nummer uitgebracht als single.

## Achtergrond
"Young Blood" is geschreven door het schrijversduo Jerry Leiber & Mike Stoller in samenwerking met Doc Pomus en geproduceerd door Leiber en Stoller. Het nummer heeft een bluesschema en bevat voornamelijk drie akkoorden, met uitzondering van de brug, die vier akkoorden bevat. Het nummer volgt een thema dat veel voorkwam in de begindagen van de rock-'n-roll: een jongen ontmoet een meisje, ontmoet vervolgens haar vader, die hem niet goedkeurt; de jongen vertrekt weer, maar kan niet stoppen met denken aan het meisje.
"Young Blood" is in eerste instantie opgenomen door The Coasters en werd, samen met "Searchin'", in maart 1957 als single uitgebracht door Atco Records. Deze versie wordt vergeleken met "Standing on the Corner" uit de musical The Most Happy Fella. Deze versie van het nummer werd later ook uitgebracht op het verzamelalbum The Very Best of the Coasters. De single werd een hit: het bereikte de nummer 1-positie in de Amerikaanse r&b-lijst en kwam in de Billboard Hot 100 tot de achtste plaats. Het tijdschrift Rolling Stone zette het nummer op plaats 414 in hun lijst The 500 Greatest Songs of All Time.

## Covers
"Young Blood" is een aantal keren gecoverd. Een bekende versie is afkomstig van The Beatles, die het vaak speelden tijdens hun optredens in de Cavern Club. In juli 1962 werd een vroege versie van het nummer opgenomen. Op 1 juni 1963 nam de band een nieuwe versie op voor het radioprogramma Pop Go The Beatles van de BBC. Deze opname werd tien dagen later uitgezonden en verscheen in 1994 op het album Live at the BBC.
Ook de band Bad Company nam een versie van "Young Blood" op. Deze verscheen op hun album Run with the Pack en kwam uit als de tweede single van dit album. Het nummer bereikte in 1976 de negende plaats in de Canadese hitlijst en de twintigste plaats in de Billboard Hot 100.
Andere artiesten die het hebben gecoverd, zijn The Band, Wayne Fontana met The Mindbenders, Grateful Dead, Jerry Lee Lewis, Leon Russell, Bruce Willis en Carl Wilson.